# Trsat
Trsat (italienska: Tersatto, latin: Tersactum eller Tarsatica, äldre tyska: Tarsatica) är ett lokalnämndsområde och stadsdel i Rijeka i Kroatien. I stadsdelen ligger bland annat den strategiskt placerade Trsatborgen och den romersk-katolska Vår Fru av Trsat-kyrkan som tillsammans med franciskanerklostret är en av Kroatiens äldsta pilgrimsplatser och Kvarnervikens spirituella centrum. Stadsdelen kallas ibland för "Kroatiens Nasaret" vilket har sin grund i en sägen från 1200-talet som gör gällande att det Heliga huset från Nasaret år 1291-1294 funnits på Trsat innan det förts till Loreto i dagens Italien.

## Geografi
Trsat är beläget på en brant höjd som reser sig 138 m ö.h. ovanför Rječina, cirka 1 kilometer från Adriatiska havet. Angränsande lokalnämndsområden är Bulevard, Centar-Sušak, Draga, Gornja Vežica, Orehovica och Vojak.

## Historia

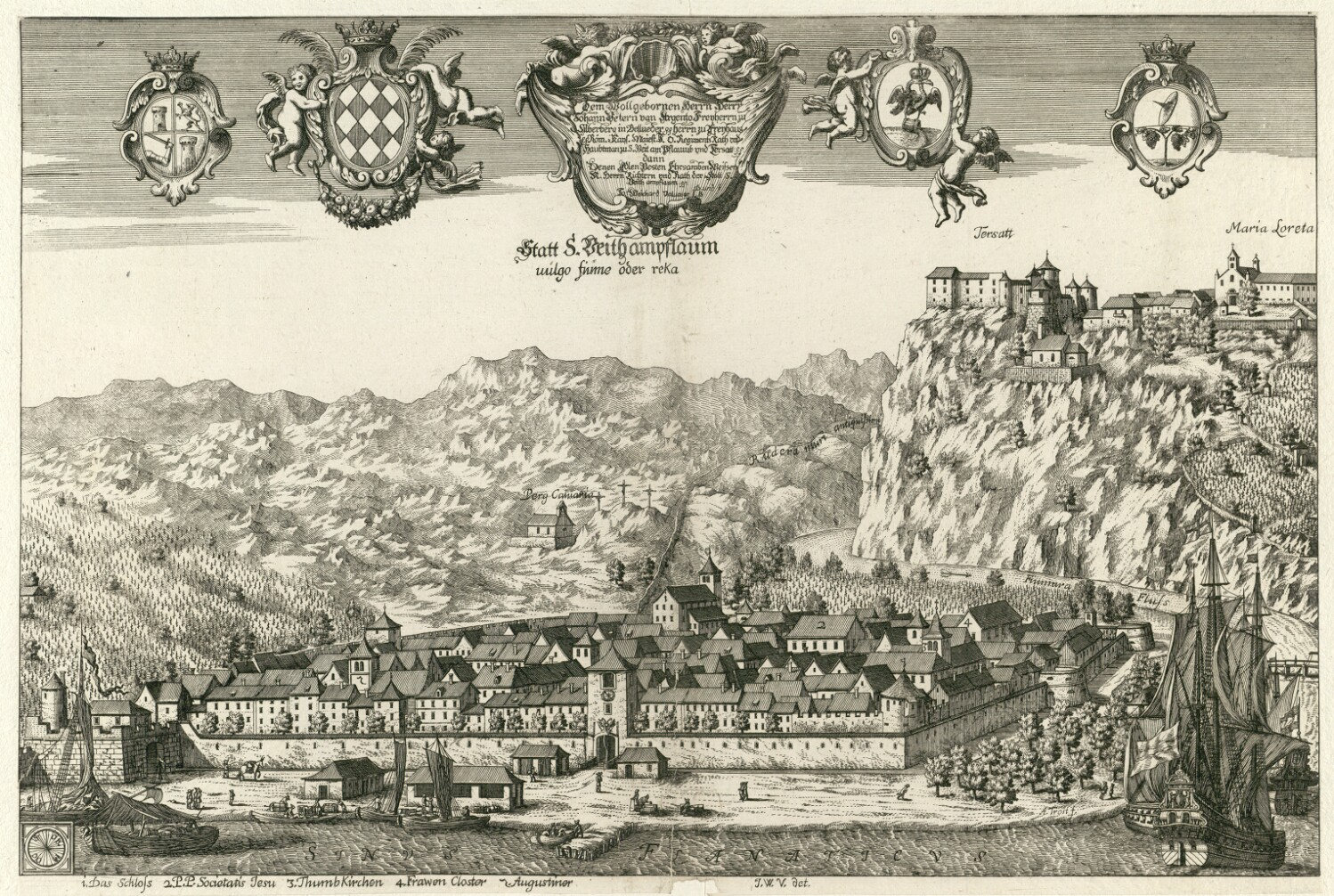
Äldre bild som visar det "gamla" Rijeka och Trsat på en höjd.

På 300-talet hade romarna inrättat ett befästningsverk på platsen där Rijekas gamla stad ligger. De kallade befästningen för Tarsatica. Sedan den frankiska markgreven Erik år 799 dödats i ett slag mellan franker och kroater raserade frankerna Tarsatica. Efter att frankerna lämnat området kom den lokala liburniska och romaniserade befolkningen snart att slaviseras. Namnet på det tidigare försvarsverket och samhället fördes då över till den närliggande höjden som idag kallas Trsat och som är en slavisering av det ursprungliga namnet. 
År 1223 hamnade Trsat i Frankopan-ättens ägo och år 1288 omnämns Trsat för första gången i skriven form i Vinodolkodexen. År 1431 uppfördes Vår Fru av Trsat-kyrkan och det anslutande franciskanerklostret.

## Byggnader, anläggningar och konst (urval)
- Franciskanerklostret
- Petar Kružićs trappor
- Sankt Görans kyrka
- Skulpturen Trsats pilgrim som föreställer den tidigare påven Johannes Paulus II
- Testamentala kapellet
- Trsatborgen
- Trsatparken
- Vår Fru av Trsat-kyrkan

### Fotnoter
1. 1 2  Rijeka.hr - Staden Rijekas officiella webbplats (kroatiska)
2. 1 2  ”Mary's Trsat” (på engelska) ( PDF). Turistička naklada d.o.o. Arkiverad från originalet den 8 januari 2016. https://web.archive.org/web/20160108193559/http://www.trsat-svetiste.com/pdf/brosura/TRSAT_eng.pdf. Läst 6 september 2014.
3. 1 2  Rijeka.hr Arkiverad 12 augusti 2014 hämtat från the Wayback Machine. - Staden Rijekas officiella webbplats (kroatiska)